# Systole singularis
Systole singularis är en stekelart som beskrevs av Zerova 1983. Systole singularis ingår i släktet Systole och familjen kragglanssteklar. Inga underarter finns listade i Catalogue of Life.